# 마크 메시어
마크 존 더글러스 메시어(영어: Mark John Douglas Messier, 1961년 1월 18일 ~ )는 캐나다의 아이스하키 선수, 지도자로 포지션은 센터이다. 1979년부터 2004년까지 25년 동안 내셔널 하키 리그(NHL)에서 활동하면서 에드먼턴 오일러스, 뉴욕 레인저스, 밴쿠버 커넉스에서 활약했다. NHL에서 뛰기 전에는 월드 하키 협회(WHA)의 인디애나폴리스 레이서스와 신시내티 스팅거스에서 뛰기도 했다. 그는 WHA에서 프로 아이스하키 선수로 활동한 마지막 선수였으며, 1970년대 NHL 막바지를 장식한 선수이다.
아이스하키 역사에서 가장 위대한 선수 중 한 명으로 평가받으며, 역대 두번째로 많은 NHL 플레이오프 득점(295점) 순위와 NHL 정규 시즌 경기 출전(1756경기) 순위를 기록했으며, NHL 정규 시즌 득점(1887점) 순위 역대 3위를 기록했다. 그는 스탠리 컵을 6번 우승(에드먼턴 오일러스 5회, 뉴욕 레인저스 1회)했으며, 스탠리 컵 결승전에 참가한 선수 중 유일하게 2개의 팀의 주장을 맡은 선수이다. 1994년 54년간 스탠리 컵 우승이 없었던 뉴욕 레인저스를 플레이오프에 진출시키는 등 뛰어난 리더십을 발휘하면서 그의 성과 발음을 따온 "메시아"라는 별명을 얻기도 했다. 1990년과 1992년에 리그 최우수 선수상인 하트 메모리얼 트로피를 받았으며, 1984년에 플레이오프 최우수 선수상인 콘 스미스 트로피를 받았다. NHL 올스타에 15번 선정되었으며, 2007년에 헌액 조건을 달성하며 하키 명예의 전당에 헌액되었다. 2017년에는 "위대한 NHL 선수 100인"으로 선정되었다.